# Franz Johann Hofmann
Franz Johann Hofmann (* 5. April 1906 in Hof (Saale); † 14. August 1973 in der Justizvollzugsanstalt Straubing) war ein deutscher SS-Führer, der in verschiedenen Konzentrationslagern leitende Funktionen ausübte. Er war unter anderem 1. Schutzhaftlagerführer im KZ Auschwitz.

## Leben

### Herkunft und erste Tätigkeiten
Hofmann war der Sohn eines Metzgers und hatte fünf Geschwister. Er absolvierte nach dem Volksschulbesuch eine Lehre zum Tapezierer, die er 1923 mit der Gesellenprüfung abschloss. Da er in seinem Ausbildungsberuf keine Arbeit fand, beschäftigte ihn zunächst sein – im Kolonialwarenhandel tätiger – Onkel. Danach war er u. a. als Kellner und Hoteldiener tätig, bis er 1931 arbeitslos wurde. 1932 kehrte er in seine Geburtsstadt zurück.
Zum 1. November 1932 trat er der NSDAP bei (Mitgliedsnummer 1.369.617) und im selben Jahr der SS (SS-Nummer 40.651). Nach der Machtergreifung der Nationalsozialisten fand er im Sommer 1933 eine Anstellung als Hilfspolizist.

### Funktionen in Konzentrationslagern
Ab September 1933 war Hofmann Angehöriger der Wachmannschaft im KZ Dachau, wo er 1937 zum SS-Oberscharführer befördert wurde. 1939 stieg er zum Rapportführer und SS-Hauptscharführer auf. Im Jahr 1941 amtierte er als 2. Schutzhaftlagerführer mit dem Dienstrang eines SS-Untersturmführers. Im April 1942 beförderte man ihn zum SS-Obersturmführer. Damit konnte er zum 1. Schutzhaftlagerführer im KZ Dachau aufsteigen.
Am 1. Dezember 1942 wurde er zum Stammlager des KZ Auschwitz versetzt, wo er vom SS-Hauptsturmführer und 1. Schutzhaftlagerführer Hans Aumeier zum Rampendienst für die Selektion der Deportierten und zur Aufsicht als 3. Schutzhaftlagerführer eingeteilt wurde. Von Ende Februar bis November 1943 beaufsichtigte er als Lagerführer das „Zigeunerlager Auschwitz“. Im November 1943 wurde er zum 1. Schutzhaftlagerführer im Stammlager des KZ Auschwitz ernannt. Am 20. April 1944 wurde er zum SS-Hauptsturmführer befördert.
Mit Wirkung vom 15. Mai 1944 wurde Hofmann zum KZ Natzweiler versetzt, wo er Franz Hössler im Außenlager KZ Neckarelz als Schutzhaftlagerführer auswechselte, der seinerseits im Stammlager des KZ Auschwitz Hofmanns Nachfolger wurde.
Am 22. Oktober 1944 wurde Hofmann nach Schömberg versetzt, wo sich das KZ Schömberg befand, eines der sieben KZs des sogenannten Unternehmens Wüste. Zu seiner dortigen Funktion werden verschiedene Angaben gemacht: Je nach Quelle war er als „übergeordneter Kommandoführer“ Vorgesetzter der Lagerführer von sechs „Wüste“-KZs oder „übergeordneter Lagerführer“ von zwei „Wüste“-KZs (KZ Bisingen und KZ Dautmergen) oder „Lagerführer“ des KZ Bisingen.
Wegen der katastrophalen Zustände im KZ Bisingen wurde Hofmann abgelöst und im Februar 1945 nach Guttenbach nahe Neckarelz versetzt. Dort befand sich seit Ende November 1944 die SS-Kommandantur des gesamten KZ-Komplexes Natzweiler.

### Nach 1945
Nach Kriegsende tauchte Hofmann mit einer falschen Identität unter und arbeitete in der Landwirtschaft und als Heizer in Kirchberg an der Jagst. 1948 oder 1949 wurde er von der Spruchkammer in Rothenburg ob der Tauber entnazifiziert und dabei zu einer Geldbuße von 20 DM verurteilt. Er hatte sein Eintrittsdatum in die NSDAP mit 1937 angegeben und gleichzeitig seine Zugehörigkeit zur SS und seine Tätigkeit in den Konzentrationslagern verschwiegen.
Am 16. April 1959 wurde Hofmann wegen der in Dachau begangenen Straftaten verhaftet. Am 24. Oktober 1961 sagte er aus: „Wenn ich einen  Posten übertragen bekomme, ganz gleich, wo es auch sein mag, dann versuche ich, denselben hundertprozentig auszufüllen.“ Am 19. Dezember 1961 wurde er wegen Mordes in zwei Fällen zu lebenslangem Zuchthaus verurteilt.
Im ersten Auschwitzprozess wurde er am 10. August 1965 vom Landgericht Frankfurt nochmals zu lebenslanger Haft im Zuchthaus verurteilt.

„Im KZ-Dienst hat sich der Angeklagte Hofmann von 1933 bis 1945 bewährt. Er stieg von Stufe zu Stufe, bis er stellvertretender Schutzhaftlagerführer im KL Dachau wurde. Seit 1936 wurde er laufend jeweils nach relativ kurzer Zeit befördert. Das zeigt, dass er sich im Sinne Eickes durch Härte und Brutalität gegen die sog. Staatsfeinde ausgezeichnet und diese ganz im Sinne des in der SS herrschenden Geistes behandelt haben muss. Es spricht eindeutig dafür, dass er sich ganz der NS-Weltanschauung verschrieben und mit ihren Grundsätzen übereingestimmt haben muss. Dass auch die höhere KL-Führung ihn als einen pflichteifrigen und zuverlässigen SS-Führer, der besonders geeignet für die Durchführung des NS-Vernichtungsprogrammes im Rahmen der sog. Endlösung der Judenfrage erschien, angesehen hat, zeigt sich dahin, dass man ihn am 1.12.1942 zum KL Auschwitz, das als die grösste Vernichtungsstätte für die europäischen Juden ausersehen war, versetzt hat.“

Weiterhin gab es ein Ermittlungsverfahren zu Tatvorwürfen im KZ Natzweiler. Hofmann verstarb am 14. August 1973 in Strafhaft.